# Sidi Abdallah Khayat
Sidi Abdallah Khayat (franska: Sidi Abdallah Khayat (CR), Sidi Abdallah Khayat (Commune Rurale), arabiska: سرغينة) är en kommun i Marocko.   Den ligger i prefekturen Meknès och regionen Fès-Meknès, i den nordöstra delen av landet, 130 km öster om huvudstaden Rabat. Antalet invånare är 10 014.